# Феркад
Феркад (γ UMi, γ Ursae Minoris, 13 UMi, гамма Малой Медведицы, Феркад Майор) — белый яркий гигант в созвездии Малой Медведицы. Происходит от арабского названия беты и гаммы Малой Медведицы ал-фаркадан (فرقد) — «два телёнка». Также называют Феркад Майор, чтобы не путать с 11 Малой Медведицы (Феркад Минор).
Входит в астеризм Малый Ковш. Вместе с Кохабом представляют собой астеризм Стражи Полюса.
Вследствие того, что звезда также является переменной типа Дельты Щита её звёздная величина меняется на 0.05m с периодом 3.43 часа.